# Fasat-Alfa
Fasat-Alfa— микроспутник, первый искусственный спутник Земли, изготовленный в Чили совместно с Университетом Суррея, Великобритания. Перед аппаратом стояла задача отработать несколько новых технологий и изучить озоновый слой. Fasat-Alfa был запущен 31 августа 1995 года с космодрома Плесецк с помощью ракеты-носителя Циклон-3 вместе с первым спутником независимой Украины Сич-1. После выведения на орбиту аппараты должны были разделиться. Этого не произошло, и на Fasat-Alfa отключились все бортовые системы. Задачи выполнены не были.

## Конструкция
Спутник сконструирован на основе стандартной платформы MicroSat-70 (SSTL-70) и представляет собой небольшой алюминиевый контейнер размером 70х36х36 см и массой 55 кг.
Электропитание осуществлялось с помощью никель-кадмиевых аккумуляторов и 4 солнечных батарей с элементами из арсенида галлия, расположенных на боковых гранях спутника. Они бы выдавали мощность 21 Вт.
Установленный GPS-приёмник должен был участвовать в эксперименте по навигации и ориентации спутника. Особый твердотельный накопитель SSDRE на 2 гигабайта должен был показать свои возможности по сохранению и передачи информации. Также это устройство планировалось задействовать в образовательной программе чилийских школьников и студентов.
Также были установлены две ПЗС-камеры.
Камера с разрешением 150 м покрытием в 1050 км должна была использоваться для фотографирования поверхности Земли.
ПЗС-камера с широкоугольным объективом с полем зрения 27º x 37º с разрешением около 1500 км и ультрафиолетовый фотометр должны были получать данные об озоновом слое на высоте 25-40 от поверхности.

## Неудача
После запуска 31 августа 1995 года спутник FASat-Alfa должен был быть отделён от украинского спутника Сич-1, к которому он был прикреплён с помощью пары зажимов. Два пироболта должны были разделить зажимы и пружина оттолкнуть спутники друг от друга. Когда пироболты сработали, зажимы деформировались, но не разделились. Сич-1 начал работу, а бортовые системы Fasat-Alfa были отключены. Первоначально было предположено, что причина аварии была в неверной сборке на космодроме, так как запуск откладывался два раза. После специального расследования оказалась, что причиной является неудачная конструкция системы разделения.
Британская SSTL приняла на себя всю ответственность.
4 сентября 1995 года объявлено о создании второго спутника двойника FASat-Bravo, который был успешно запущен 10 августа 1998 года.